# Knulp

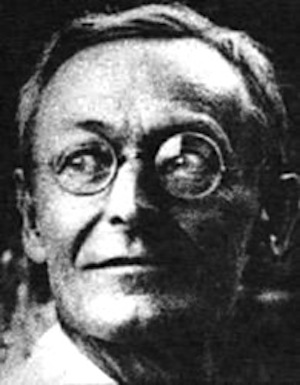
Hermann Hesse (1925)

Knulp (Untertitel Drei Geschichten aus dem Leben Knulps) ist eine Erzählung von Hermann Hesse, erschienen 1915 im S. Fischer Verlag. Die drei Geschichten über einen Landstreicher, die Hesse in den Jahren von 1907 bis 1914 schrieb, gehören zu seinen „Gerbersau“-Erzählungen.

## Inhalt

### Vorfrühling
Es ist Mitte Februar und scheußliches Wetter. Knulp, nach mehrwöchiger Krankheit aus dem Krankenhaus entlassen und wieder fiebrig, kommt bei dem Weißgerber Emil Rothfuß in Lächstetten unter. Das Gesellenbett ist frei. Mit dem Gerber ist Knulp vor Jahren auf der Walz gewesen. Über die Dauer seines Besuches möchte er sich noch nicht festlegen – es ist ihm sehr wichtig, über seinen nächsten Tag stets frei verfügen zu können. Zugleich ersucht er um einen Eintrag in sein Wanderbüchlein, mit dessen bisheriger Buchführung er sich den tadellosen Verlauf eines scheinbar arbeitsamen Lebens angedichtet hat.
Nach einem Tag Bettruhe schleicht er sich aus dem Haus und zieht schon einmal durch die abendliche Stadt, um sich mit einigen Leuten, die er antrifft, zu unterhalten. Vor dem Zubettgehen lernt er bei einer kleinen Plauderei von Fenster zu Fenster auch noch Bärbele kennen, ein junges Mädchen aus dem Schwarzwald, das erst vor einer Woche seinen Dienst in Lächstetten angetreten hat. Ihr Zutrauen gewinnt Knulp durch eine Fertigkeit – das Kunstpfeifen.
Am nächsten Morgen wendet er sich ausgiebig dem Städtchen zu. Er frischt alte, lose Bekanntschaften auf und sucht überall das Gespräch mit den Handwerkern. Da er sich in allen Handwerken ein wenig auskennt und ihre Fachsprachen und ihre Erkennungszeichen beherrscht, lässt er sich stets gern für einen der ihren halten. Ein alter Bekannter Knulps, der in Lächstetten sesshaft gewordene kinderreiche Flickschneider Schlotterbeck, beneidet Knulp, weil dieser so sorgenfrei in den Tag hineinlebt. Knulp rät dem Schneider, er solle froh sein, diese Kinder zu haben, und er verrät ihm, er habe selbst einen zweijährigen Sohn, der aber nach dem Tod der Mutter wegen verheimlichter Vaterschaft von fremden Leuten angenommen worden sei. Zu ihm habe er keinen Kontakt und könne ihn höchstens bei Gelegenheit von Weitem sehen.
Bei seinem weiteren Gang durch das Städtchen erfährt er einige lokale Neuigkeiten und erzählt dafür Neuigkeiten aus anderen Orten. Er freut sich des losen Bandes, das ihn auf diese Weise als alten Bekannten mit dem Leben der Sesshaften verbindet. Auch erfährt er, wo am Abend Tanz stattfinden wird, und es gelingt ihm mit viel Überredungskunst, Bärbele dazu einzuladen. Das ist ihm weit interessanter als die Zudringlichkeiten der lebenshungrigen Gerberfrau, der er zu entkommen weiß. Auch eine Einladung des Ehepaares Rothfuß, das mit Knulp den Abend verbringen möchte, schlägt er mit einer billigen Ausrede aus. Stattdessen geht er mit Bärbele durch den milden Abend auf den Tanzboden. Knulp und Bärbele tanzen miteinander. Er bringt sie hinterher bis fast vor ihre Tür. Sie geben sich gegenseitig einen Abschiedskuss. Bärbele bekam an dem Abend mit, dass Knulp ein Habenichts ist. Aus ihrem schmalen Geldbeutel schenkt sie ihm eine Münze. Knulp spürt den Frühling und muss wandern. Im intakten Gedächtnis des Landstreichers, zu Kinderzeiten bereits auf der Lateinschule durchtrainiert, ist die Topologie der Landschaft um Lächstetten mit allen Übernachtungsmöglichkeiten etc. zuverlässig aufbewahrt.

### Meine Erinnerung an Knulp
Der Erzähler ist mit Knulp im heißen Sommer auf der Walz. In einem Bauerndorf erheitert Knulp ein paar junge Mädchen mit seinen Späßen und Künsten. Der Erzähler hält sich zurück. Die beiden Wanderburschen übersteigen die Friedhofsmauer. Knulp bricht eine Friedhofsblume ab und steckt sie sich an den Hut. Im Grase philosophiert Knulp. Das Schöne ist stets vergänglich. Bevor sie im Freien übernachten, gibt Knulp einen seiner Träume zum Besten. Darin geht es um die Unerreichbarkeit von einst Vertrautem. Er hat die Eltern und auch seine Jugendliebe verlassen. Leider kann er nichts mehr dagegen tun. Er sinnt über die Verschiedenheit der Seelen nach. Das, was er für die Hauptsache an ihm selbst hält, vielleicht gerade seine Seele, fänden seine Eltern nebensächlich. Viele Eigenschaften könnten Eltern vererben, nicht aber die Seele. Jeder habe seine eigene.
Übermütig begrüßt Knulp den neuen Tag, indem er die Sonne besingt. Die zwei Wanderburschen sind den ganzen Sommertag über lustig. Als die Abendschwüle kommt, wird der Erzähler immer fröhlicher und Knulp immer stiller. Am nächsten Morgen wacht der Erzähler spät auf und Knulp ist fort. Da befällt den Erzähler jene Einsamkeit, von der Knulp die ganze Zeit sprach. Jeder ist mit sich allein.

### Das Ende
Im Oktober, auf dem Fußmarsch zu seinem Geburtsort Gerbersau, wird Knulp von einem ehemaligen Banknachbarn aus der Lateinschule angesprochen. Dieser Landarzt Dr. Machold erkennt: Knulp ist lungenkrank und gehört nicht auf die Straße. Dr. Machold hat seinerzeit von Knulp abgeschrieben. Nun will er sich revanchieren. Also nimmt er Knulp mit nach Hause und steckt ihn ins Bett, denn Knulps Krankheit ist im fortgeschrittenen Stadium. Dr. Machold will Knulp einen Platz im Spital Oberstetten besorgen, Knulp möchte aber in seinen Geburtsort. Dr. Machold fädelt das ein. Vor der Kutschfahrt nach Gerbersau möchte Dr. Machold wissen, warum der begabte Knulp seine Gaben nicht in einem anspruchsvollen Beruf eingesetzt, sondern nur für sich selbst verbraucht habe. Knulp korrigiert, dass ja auch andere Freude an seinen Späßen gehabt hätten. Die Frage, warum er damals die Lateinschule verlassen habe, kann Knulp ihm beantworten. Er liebte, fast 13-jährig, Franziska. Die zwei Jahre ältere Franziska mochte keinen Studierten. Knulp wollte unbedingt ihr Schatz sein und verließ die Lateinschule. Franziska nahm einen anderen. Von da an ging es mit Knulp abwärts. Er habe zwar noch Bekannte und Liebschaften gehabt, aber sich nicht mehr auf das Wort eines Menschen verlassen oder sich selbst durch ein Wort binden können. Er habe viel Freiheit und Schönes erlebt, sei aber doch immer allein geblieben.
Die Kutschfahrt ins Gerbersauer Spital startet. Knulp lässt sich zwar in seinen Geburtsort kutschieren, bleibt aber dem Spital fern. Stattdessen sucht er die Plätze seiner Kindheit auf – erkennt manches noch Vorhandene wieder, betrauert unwiederbringlich Verschwundenes. Nachdem er auf sein Fragen hin erfährt, dass Franziska nicht mehr am Leben ist, verlässt er die Stadt. Ein Steinklopfer, den er trifft – auch sie kennen sich von früher –, gibt ihm zu bedenken, dass er sein Leben werde verantworten müssen, wenn es ans Sterben gehe, und es sei ja trotz seiner Begabungen nichts aus ihm geworden. Knulp hofft auf einen Gott, der ihn nicht fragen wird, warum er nicht etwa Amtsrichter geworden sei, sondern ihn, den Kindskopf, freundlich aufnimmt.
Es treibt den Vagabunden wieder auf die Straße. Zwei Wochen lang umkreist er zu Fuß Gerbersau. Als der Winter mit Schneetreiben einbricht, geht es unterwegs mit Knulp zu Ende. Er ist todesmüde und spuckt Blut. In seinen Gedanken steht er vor Gott und spricht unaufhörlich mit ihm. Knulp klagt über die Zwecklosigkeit seines verfehlten Lebens  und meint, es hätte besser eher enden sollen. Gott erinnert ihn an viele frohe, schöne Zeiten. Knulp reut auch seine Schlechtigkeit gegenüber Lisabeth, die er mit ihrem gemeinsamen Buben auf dem Arm vor Augen hat. Gott hält dagegen, dass sie ihm  nie gezürnt habe und auch viel Schönes von ihm empfangen habe, was den ihr zugefügten Schmerz überwiegt. Ein Leichtfuß und Vagabund habe Knulp sein müssen, um überall ein Stück Kindertorheit und Kinderlachen hintragen zu können. Hätte er sich denn je in das Leben eines Herrn  oder Handwerkmeisters und das eines Familienvaters hineinfinden können?
Gott stellt sich auf seine Seite und nimmt ihn auf:
„Sieh“, sprach Gott, „ich habe dich nicht anders brauchen können, als wie du bist. In meinem Namen bist du gewandert und hast den sesshaften Leuten immer wieder ein wenig Heimweh nach Freiheit mitbringen müssen. In meinem Namen hast du Dummheiten gemacht und dich verspotten lassen; ich selber bin in dir verspottet und bin in dir geliebt worden. Du bist ja mein Kind und mein Bruder und ein Stück von mir, und du hast nichts gekostet und nichts gelitten, was ich nicht mit dir erlebt habe.“
„Ja“, sagte Knulp und nickte schwer mit dem Kopf. „Ja, es ist so, ich habe es eigentlich immer gewusst.“

## Zeugnisse
- Stefan Zweig: „(…) der Knulp, dieser einsame Spätling einer romantischen Welt, scheint mir ein unvergängliches Stück Kleindeutschland, ein Spitzwegbild und gleichzeitig voll reiner Musik wie ein Volkslied.“[4]
- Hermann Hesse, 1935 in einem Brief an eine Leserin: „Ich halte es im Gegensatz zu manchen Modeprogrammen nicht für die Aufgabe des Dichters, seinen Lesern Normen für Leben und Menschentum aufzustellen und allwissend und maßgebend zu sein. Der Dichter stellt dar, was ihn anzieht, und Gestalten wie Knulp sind für mich sehr anziehend. Sie sind nicht „nützlich“, aber sie tun sehr wenig Schaden, viel weniger als manche nützliche, und sie zu richten, ist nicht meine Sache. Vielmehr glaube ich: wenn begabte und beseelte Menschen wie Knulp keinen Platz in ihrer Umwelt finden, so ist die Umwelt ebenso mitschuldig wie Knulp selber.“[5]
- Nach Theodore Ziolkowski ist Knulps „absolute Freiheit immer mit einem Gefühl der Schuld verbunden“'. Knulp wolle „ein wenig Heimweh nach Freiheit“ in den Alltag der „Normalen“, der Pflichttreuen bringen. Aber Knulp müsse zuletzt resignierend erkennen, er habe doch „nichts wirklich Wertvolles“ für die „gewöhnlichen Menschen“ erreicht.[6]

## Buchausgaben

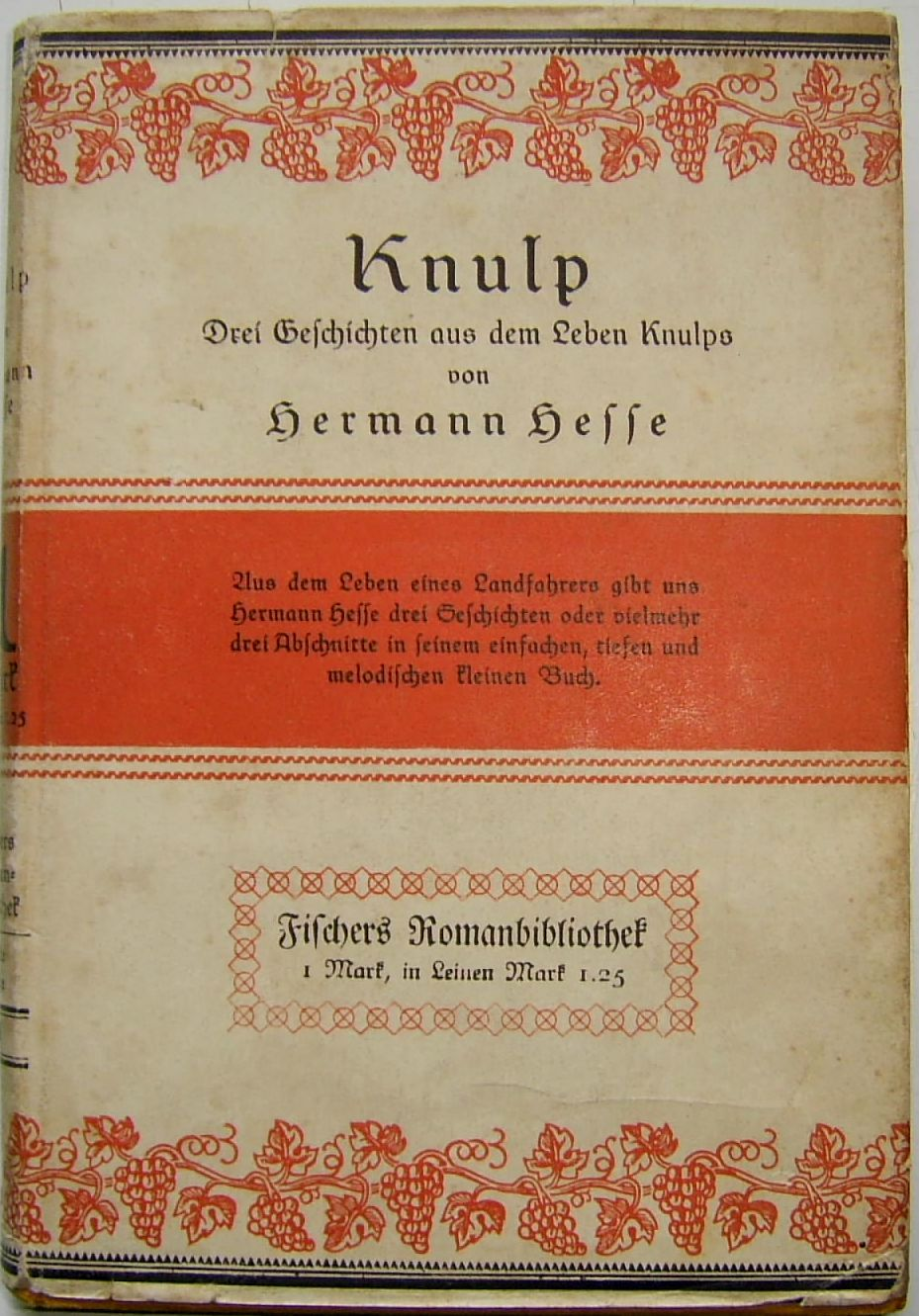
Erstausgabe von 1915

- Knulp. Drei Geschichten aus dem Leben Knulps. (= Fischers Bibliothek zeitgenössischer Romane. 6. Reihe, Band 10). Fischer, Berlin 1915.
- Knulp. Mit 16 Lithographien von Karl Walser, S.Fischer Verlag, Berlin 1922[7]
- Knulp. Drei Geschichte aus dem Leben Knulps. Mit Zeichnungen von Niklaus Stoecklin. Fretz & Wasmuth, Zürich 1944.
- Knulp. Drei Geschichten aus dem Leben Knulps. Mit 16 Steinzeichnungen von Karl Walser. Suhrkamp, Frankfurt am Main 1963. (= Bibliothek Suhrkamp. Band 75). 21. Auflage. Suhrkamp, Frankfurt am Main 1988, ISBN 3-518-01075-1
- Knulp. Drei Geschichten aus dem Leben Knulps. (= st 1571). Suhrkamp, Frankfurt am Main 1988, ISBN 3-518-38071-0.